# Anomiopus pumilius
Anomiopus pumilius là một loài bọ cánh cứng trong họ Bọ hung (Scarabaeidae).